# Česko na Světových hrách 2017
Česká republika byla mezi účastnickými zeměmi na X. Světových hrách 2017 v polské Vratislavi, pořádaných od 20. července do 4. srpna 2017. Reprezentace čítala 65 závodníků.

## Závodníci
Čeští sportovci, kteří se nominovali na účast na SH 2017:
| Sport            | Muži | Ženy | Celkem | Dění |
| ---------------- | ---- | ---- | ------ | ---- |
| Florbal          | 14   | 0    | 14     | 1    |
| Kickbox          | 1    | 1    | 2      |      |
| Orientační běh   | 2    | 2    | 4      |      |
| Sportovní lezení | 1    | 0    | 1      | 1    |
| Vodní lyžování   |      |      |        |      |
| Celkem           | 1    | 0    | 1      | 1    |

### Florbal
| Jméno               | Post       | Narozen | Klub                 |
| ------------------- | ---------- | ------- | -------------------- |
| Lukáš Bauer         | brankář    | 1991    | Florbal MB           |
| Marek Beneš         | útočník    | 1997    | Tatran Střešovice    |
| Jiří Curney         | útočník    | 1989    | Florbal MB           |
| Patrik Dóža         | útočník    | 1993    | Florbal Chodov       |
| Milan Garčar        | obránce    | 1983    | Kloten-Bülach Jets   |
| Jakub Gruber        | útočník    | 1994    | Florbal MB           |
| Matěj Jendrišák     | útočník    | 1989    | Linköping IBK        |
| Radovan Michajlovič | brankář    | 1986    | Panthers Otrokovice  |
| Ondřej Němeček      | obránce    | 1998    | Tatran Střešovice    |
| Patrik Suchánek     | obránce    | 1990    | IBK Dalen            |
| Daniel Šebek        | útočník    | 1989    | SV Wiler-Ersigen     |
| Milan Tomašík       | útočník    | 1988    | Linköping IBK        |
| Radek Valeš         | útočník    | 1994    | FBC Liberec          |
| Lukáš Veltšmíd      | obránce    | 1992    | UHC Alligator Malans |
|                     |            |         |                      |
| Petri Kettunen      | hl. trenér | 1970    |                      |
| Milan Fridrich      | trenér     |         |                      |
| Radek Sikora        | trenér     |         |                      |

Zdroj:

### Inline hokej
| Jméno          | Post   |
| -------------- | ------ |
| Patrik Šebek   |        |
| David Roupec   |        |
| Tomáš Rubeš    |        |
| Michal Šimo    |        |
| Robin Malý     |        |
| Daniel Brabec  |        |
| Martin Tvrzník | trenér |

### Kickbox
- Sandra Mašková
- Petr Kareš

### Lukostřelba
- Martina Macková, terénní lukostřelba, holý luk[3]

### Orientační běh
- Tereza Janošíková
- Denisa Kosová
- Jan Petržela
- Vojtěch Král[4]

### Ploutvové plavání
- Jakub Jarolím
- Zuzana Svozilová zde posunula český rekord na 400 m

### Sportovní lezení
(Český horolezecký svaz)
- lezení na rychlost (muži) – Libor Hroza (1. na ME 2015)
- lezení na obtížnost (muži) – Adam Ondra (1. na MS 2016) odmítl účast
- bouldering (muži) – Adam Ondra (2. na MS 2016) odmítl účast[5]

### Vodní lyžování
- Adam Sedlmajer

## Čeští medailisté
| Jméno                                                            | Sport               | Disciplína             | Zlato         | Stříbro          | Bronz            |
| ---------------------------------------------------------------- | ------------------- | ---------------------- | ------------- | ---------------- | ---------------- |
| Patrik Šebek, David Roupec, Tomáš Rubeš, Michal Šimo, Robin Malý | inline hokej        |                        | Zlatá medaile |                  |                  |
| Jakub Klouda                                                     | Muay Thai           | do 91 kg               |               |                  | Bronzová medaile |
| Sandra Mašková                                                   | kickbox             | do 56 kg               | Zlatá medaile |                  |                  |
| Martina Macková                                                  | terénní lukostřelba | holý luk               |               |                  | Bronzová medaile |
| Vojtěch Král                                                     | orientační běh      | klasická trať          |               |                  | Bronzová medaile |
| Jakub Jarolím                                                    | ploutvové plavání   | 50 metrů kraul bifins  |               | Stříbrná medaile |                  |
| Jakub Jarolím                                                    | ploutvové plavání   | 100 metrů kraul bifins |               |                  | Bronzová medaile |
| Adam Sedlmajer                                                   | vodní lyžování      | slalom                 | Zlatá medaile |                  |                  |